# Vuori-Pulteri
Vuori-Pulteri är en ö i Finland. Den ligger i Finska viken och i kommunen Vederlax i den ekonomiska regionen  Kotka-Fredrikshamn i landskapet Kymmenedalen, i den södra delen av landet. Ön ligger omkring 34 kilometer öster om Kotka och omkring 150 kilometer öster om Helsingfors.
Öns area är 6 hektar och dess största längd är 0,5 kilometer i sydöst-nordvästlig riktning.